# Сремска бискупија
Сремска бискупија (лат. Dioecesis Sirmiensis) је бискупија Римокатоличке цркве у Србији са седиштем у Сремској Митровици, где је смештен катедрални храм. Подручје бискупије покрива део Срема који је у саставу Србије.
Сремска бискупија је део бискупске конференције Србије. Са друге стране, бискупија је подређена Ђаковачко-осјечкој надбискупији, која има своје подручје у Хрватској.

## Подручје
Подручје бискупије покрива средишњи и источни Срем, тј. његов део у саставу Србије. То значи да бискупија покрива и војвођански део Срема, а и његов део у саставу Београда (Земун, Нови Београд, Сурчин).
Бискупија је надлежна за све вернике римокатоличке вероисповести на свом подручју, без обзира на етничку припадност. У већини су то Хрвати, а у мањем броју Мађари, Словаци и друге мањине.
Сремска бискупија је подељена на 29 парохија (жупа), при чему поједини свештеници опслужују две или више жупа.

## Историјат
Сремска бискупија основана је 1773. године спајањем дотадашњих бискупија у Босни и Срему. Дата бискупија 1963. године добија нови назив - Ђаковачко-сремска надбискупија.
18. јуна 2008. године Ђаковачко-сремска надбискупија је подељена према граничној линији између Хрватске и Србије на Ђаковачко-осјечку надбискупију и Сремску бискупију.
Центар бискупије је раније био у Илоку. Након спора илочког властелина са бискупом, центар бискупије се премешта у Баноштор (1437.), па у Петроварадин.

## Бискупи
- Фрањо Вернић (1718.-1729.)[2]
- Габријел Патачић (1731.-1733.)[2]
- Ђуро Гашпаровић (2008.-2023)
- Фабијан Свалина (2023-)